# Vincent Apap
Vincent Apap MOM, MBE (malt. Ċensu Apap, ur. 13. listopada 1909, zm. 15 lutego 2003) – maltański rzeźbiarz znany z projektowania różnych pomników publicznych i rzeźb kościelnych. Jego sztandarowym dziełem jest Fontanna Trytona w Valletcie. Pracownia Renzo Piano nazwała go jednym z czołowych rzeźbiarzy maltańskich epoki nowożytnej.

## Życiorys

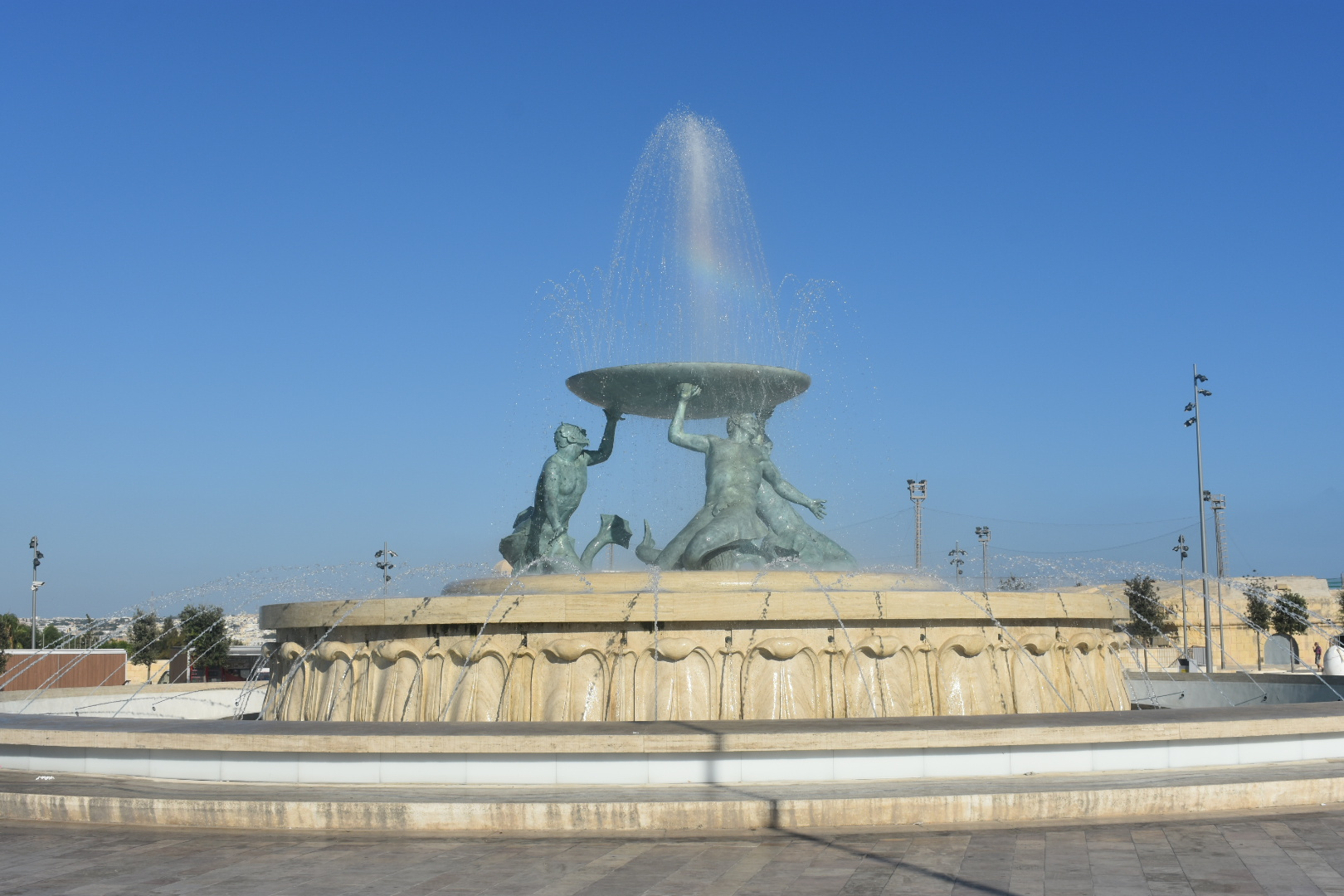
Fontanna Trytona w Valletcie, zaprojektowana przez Apapa razem z Victorem Anastasim

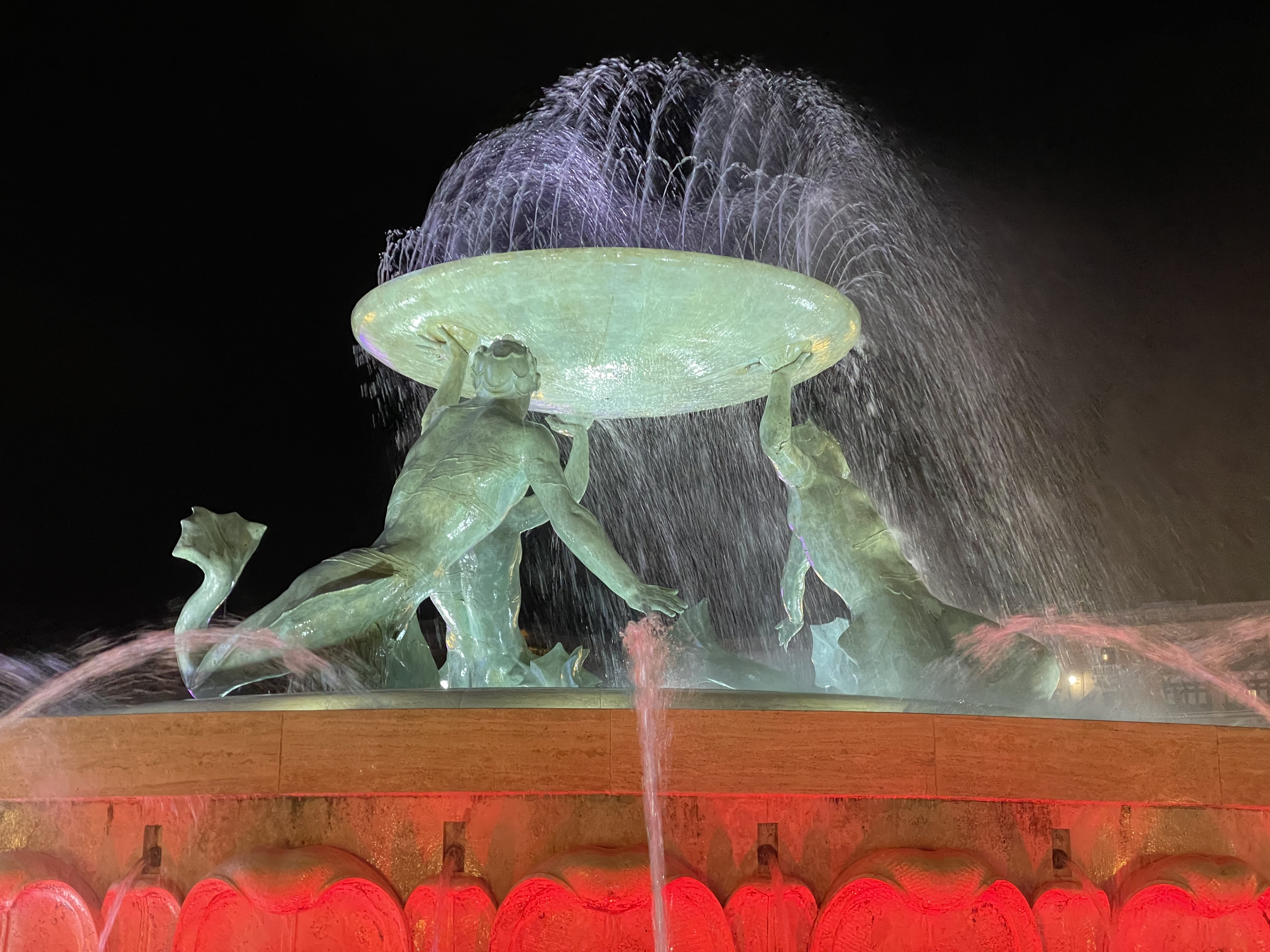
Fontanna Trytona w barwach narodowych Malty w dniu święta Republiki

Apap urodził się w Valletcie 13 listopada 1909 i był starszym bratem muzyka Josepha Apapa i malarza Williama Apapa. Uczył się w centralnej szkole rządowej, a od 1920 zaczął uczęszczać na wieczorowe zajęcia z modelowania i rysunku. Był jednym z pierwszych uczniów, którzy w 1925 zapisali się do nowo powstałej Szkoły Artystycznej, gdzie studiował rzeźbę pod kierunkiem Antonio Micallefa. W 1927 zdobył stypendium w Brytyjskiej Akademii Sztuk w Rzymie, gdzie studiował u słynnego maltańskiego rzeźbiarza Antonio Sciortino.
Powrócił na Maltę w 1930 i wkrótce potem zdobył swoje pierwsze zlecenie, pomnik Fra Diego w Ħamrun. Dzięki temu stał się dobrze znany na maltańskiej scenie artystycznej i regularnie wystawiał swoje prace na wystawach Malta Art Amateur Association w latach trzydziestych XX wieku. W 1934 został mianowany asystentem nauczyciela modelowania w Szkole Sztuk Pięknych, a w 1947 został dyrektorem szkoły. Pozostał tam do przejścia na emeryturę w 1971, ale siedem lat później, w 1978 poproszono go o powrót.

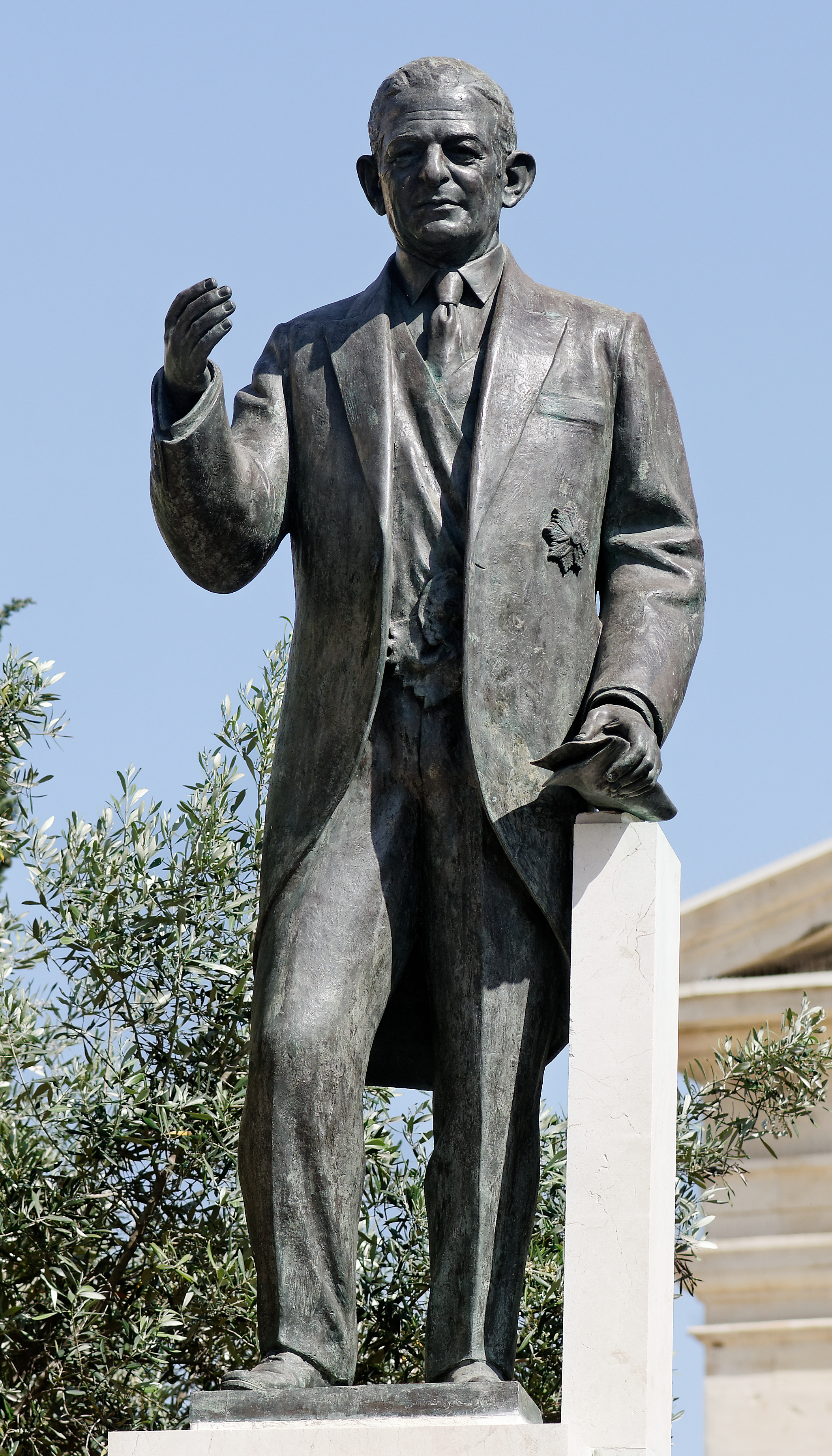
Posąg George’a Borga Oliviera na Castille Square w Valletcie (1990)

Apap poślubił w 1941 Marię Bencini, z którą miał troje dzieci: syna Johna i córki Nellę i Manon. Zmarł 15 lutego 2003 w wieku 93 lat.

## Prace
Do najbardziej znanych dzieł Apapa należą różne pomniki publiczne w Valletcie, takie jak Fontanna Trytona (1959), popiersie Enrico Mizziego (1964), posąg Paula Boffy (1976) i posąg George’a Borga Oliviera (1990). Inne godne uwagi dzieła Apapa to posągi w Rotundzie w Moście, kościele św. Augustyna w Valletcie, katedrze w Mdinie, bazylice św. Jerzego na Gozo, kościele św. Franciszka w Qawrze, bazylice św. Heleny w Birkirkarze oraz w kościele Jezusa z Nazaretu w Sliemie. Jego ostatnim ważnym dziełem było popiersie Guido de Marco, które zostało ukończone przez Apapa w wieku 89 lat. Zaprojektował również motywy teatralne w Palazzo Carafa w Valletcie.
Stałymi kupcami prac Apapa byli między innymi wicegubernator Malty sir Harry Charles Luke, jak również lord Mountbatten, którego rodzina jest wciąż w posiadaniu niektórych z najlepszych rzeźb Apapa. W latach sześćdziesiątych, w 1960 i 1962, miał wspólnie z bratem Williamem dwie wystawy w Londynie.

## Nagrody i wyróżnienia
Za swe prace artystyczne Vincent Apap został otrzymał:
- tytuł Kawalera Orderu Imperium Brytyjskiego (MBE) (1956)
- złoty medal Towarzystwa Sztuki, Produkcji i Handlu (1965)
- Cavaliere Ufficiale Repubblica Italiana (1968)
- Order of Merit (1993)

Został rycerzem Sovereign Military Order of Malta w 1963.